# گورستان گنجانکوه
قبرستان گنجانکوه مربوط به سده‌های متاخر دوران‌های تاریخی پس از اسلام است و در شهرستان سرباز، بخش مرکزی، دهستان مورتان، ۲ کیلومتری شرق روستای مورتان واقع شده و این اثر در تاریخ ۲۷ اسفند ۱۳۸۷ با شمارهٔ ثبت ۲۶۴۸۴ به‌عنوان یکی از آثار ملی ایران به ثبت رسیده است.